# Adam Pelech
Adam Pelech, född 16 augusti 1994, är en kanadensisk professionell ishockeyback som spelar för New York Islanders i National Hockey League (NHL). Han har tidigare spelat för Bridgeport Sound Tigers i American Hockey League (AHL) och Erie Otters i Ontario Hockey League (OHL).
Pelech draftades av New York Islanders i tredje rundan i 2012 års draft som 65:e spelare totalt.
Han är yngre bror till ishockeyspelaren Matt Pelech som har spelat för Calgary Flames och San Jose Sharks under sin ishockeykarriär och brorson till Mike Gillis, som var president och general manager för Vancouver Canucks mellan 2008 och 2014.

## Statistik
| 2009–2010  | Toronto Marlboros       | GTHL       | 69  | 6  | 28  | 34  | —   | —  | — | — | — | —  |
| 2010–2011  | Erie Otters             | OHL        | 65  | 1  | 12  | 13  | 27  | 7  | 0 | 2 | 2 | 2  |
| 2011–2012  | Erie Otters             | OHL        | 44  | 2  | 18  | 20  | 52  | —  | — | — | — | —  |
| 2012–2013  | Erie Otters             | OHL        | 59  | 8  | 32  | 40  | 98  | —  | — | — | — | —  |
| 2013–2014  | Erie Otters             | OHL        | 60  | 9  | 45  | 54  | 46  | 14 | 2 | 5 | 7 | 10 |
| 2014–2015  | Bridgeport Sound Tigers | AHL        | 65  | 0  | 11  | 11  | 48  | —  | — | — | — | —  |
| 2015–2016  | New York Islanders      | NHL        | 9   | 0  | 2   | 2   | 0   | —  | — | — | — | —  |
|            | Bridgeport Sound Tigers | AHL        | 27  | 2  | 5   | 7   | 6   | —  | — | — | — | —  |
| 2016–2017  | New York Islanders      | NHL        | 44  | 3  | 7   | 10  | 6   | —  | — | — | — | —  |
|            | Bridgeport Sound Tigers | AHL        | 13  | 1  | 4   | 5   | 10  | —  | — | — | — | —  |
| 2017–2018  | New York Islanders      | NHL        | 78  | 3  | 16  | 19  | 28  | —  | — | — | — | —  |
| 2018–2019  | New York Islanders      | NHL        | 78  | 5  | 16  | 21  | 24  | 8  | 0 | 2 | 2 | 6  |
| NHL totalt | NHL totalt              | NHL totalt | 209 | 11 | 41  | 52  | 58  | 8  | 0 | 2 | 2 | 6  |
| AHL totalt | AHL totalt              | AHL totalt | 105 | 3  | 20  | 23  | 64  | —  | — | — | — | —  |
| OHL totalt | OHL totalt              | OHL totalt | 228 | 20 | 107 | 127 | 223 | 21 | 2 | 7 | 9 | 12 |

### Internationellt
| Källa: Uppdaterad: 2019-05-05 | Källa: Uppdaterad: 2019-05-05 | Källa: Uppdaterad: 2019-05-05 |         | Utv = Utvisningsminuter | Utv = Utvisningsminuter | Utv = Utvisningsminuter | Utv = Utvisningsminuter | Utv = Utvisningsminuter |
| År                            | Lag                           | Mästerskap                    | Matcher | Mål                     | Assists                 | Poäng                   | Utv                     |                         |
| ----------------------------- | ----------------------------- | ----------------------------- | ------- | ----------------------- | ----------------------- | ----------------------- | ----------------------- | ----------------------- |
| 2011                          | Kanada                        | Ivan Hlinkas minnesturnering  | 5       | 0                       | 0                       | 0                       | 6                       |                         |
| 2012                          | Kanada                        | U18-VM                        | 7       | 0                       | 0                       | 0                       | 8                       |                         |
| 2014                          | Kanada                        | JVM                           | 7       | 0                       | 1                       | 1                       | 2                       |                         |
| Junior totalt                 | Junior totalt                 | Junior totalt                 | 19      | 0                       | 1                       | 1                       | 16                      |                         |